# Leão de Quintino
Grêmio Recreativo Escola de Samba Leão de Quintino (ou simplesmente Leão de Quintino e anteriormente Acadêmicos do Jardim Bangu) é uma escola de samba da cidade do Rio de Janeiro, sediada no sub-bairro de Jardim Bangu, em Bangu, Rio de Janeiro.

## História

Bandeira da escola quando se chamava Acadêmicos do Jardim Bangu

A escola foi fundada em outubro de 2016, como Acadêmicos do Jardim Bangu, para desfilar pela primeira vez na Série E, sexta divisão do Carnaval Carioca. Com um desfile onde abordou um enredo sobre a mitologia iorubá, chamado: "No jardim das quatro luas, reluz o machado de Xangô", a escola obteve o quarto lugar, mantendo-se no mesmo grupo para o ano seguinte.
Seguiu para o carnaval de 2018 mantendo quase toda a sua equipe original, anunciando o enredo "Os mistérios das águas doces: Cantos e contos", onde abordaria os caminhos dos rios e lagos do Brasil e homenageando as suas maiores referências: Iara e Oxum, sendo escolhido o samba dos compositores Beto Felício, Fernando Professor, Celso do Tamanco e Alex Botafogo. No entanto, no final do ano de 2017, a escola adquiriu a vaga da Corações Unidos do Amarelinho, que estava no grupo D, alterando seu nome fantasia para Corações Unidos do Jardim Bangu. Apesar de manter toda a sua equipe, trocou seu enredo pelo que já era desenvolvido pela escola do Amarelinho, sobre a etnia Terena.
Em março de 2018 a diretoria em comum acordo, resolve retornar com seu nome fantasia de origem. 
No ano de 2020, a comissão de frente da agremiação não foi para o desfile, alegando não ter sido paga pelo presidente da escola, conforme combinado. Assim, a escola teve que colocar uma comissão de frente improvisada, e acabou recebendo nota mínima no quesito, ficando em último lugar, e portanto, sendo rebaixada. Em 2022 fica na 9ª colocação da Série Bronze, a nova quarta divisão do carnaval carioca. No ano seguinte, ocupa a 4ª colocação da segunda noite de desfiles, por pouco não conseguindo o acesso para a Série Prata. Em 2024, alcançou a 9ª colocação da segunda noite de desfiles com o enredo "Flores - um culto aos Deuses". Após o carnaval de 2024, teve seu nome alterado para Leão de Quintino, mudando assim a sua localidade para o bairro de Quintino Bocaiuva, no Rio de Janeiro

## Segmentos

### Presidentes
| Nome                  | Mandato             | Ref.  |
| --------------------- | ------------------- | ----- |
| André Silveira Mendes | Fundação – 2017     | [ 6 ] |
| Gilberto Leão         | outubro de 2017 – ? | [ 1 ] |
| André Silveira Mendes | ? – 2024            | [ 7 ] |

### Presidentes de Honra
| Nome                  | Mandato             | Ref.  |
| --------------------- | ------------------- | ----- |
| André Silveira Mendes | outubro de 2017 – ? | [ 1 ] |
| Gilberto Leão         | ? – 2024            | [ 7 ] |

### Diretores
| Ano  | Diretor de Carnaval                                                   | Diretor geral de harmonia  | Mestre de bateria | Ref.  |
| ---- | --------------------------------------------------------------------- | -------------------------- | ----------------- | ----- |
| 2017 | Comissão                                                              | Gérson Harmonia            | Dilsinho          | [ 1 ] |
| 2018 | Alex Rodrigues e Rogério Rangel                                       | Rubinho                    | Dilsinho          |       |
| 2020 | Gabriel Macedo                                                        | José Germano Santana Abreu | Dilsinho          | [ 7 ] |
| 2022 | Alex Rodrigues, Rogério Rangel, Airan Mendes, Kiko JB, e Marlei Bento | Gérson Rodrigues           | Zumbi             | [ 8 ] |
| 2024 |                                                                       | João Luiz França           | Paulão            | [ 9 ] |

### Intérpretes
| Nome          | Ano                            | Ref   |
| ------------- | ------------------------------ | ----- |
| 2017–2019     | Rodrigo Souza                  |       |
| 2020          | Lucas Donato                   | [ 7 ] |
| 2022          | Rodrigo Souza e Jhonatan Romão | [ 8 ] |
| 2023          | Lucas Donato                   |       |
| 2024          | Luiz Paulo                     |       |
| 2025-presente | Chitão Martins                 |       |

### Coreógrafos
| Nome      | Ano                | Ref.  |
| --------- | ------------------ | ----- |
| 2017–2018 | George Louzada     | [ 1 ] |
| 2018–2019 | Alexandre Medeiros |       |
| 2020      | Hugo Luiz          | [ 7 ] |
| 2024      | Júnior Barbosa     | [ 9 ] |

### Casal de Mestre-sala e Porta-bandeira
| Ano           | Nome                            | Ref.  |
| ------------- | ------------------------------- | ----- |
| 2017–2018     | Fábio Júnior e Livya Bergman    | [ 1 ] |
| 2019          | Paulo Erick e Livya Bergman     |       |
| 2020          | Rômulo Diniz e Livya Bergmman   | [ 7 ] |
| 2022          | Maycon Ferreira e Lorenna Brito | [ 8 ] |
| 2024          | Pedro Figueiredo e Cris Soares  | [ 9 ] |
| 2025-presente | Rômulo Diniz e Livya Bergmman   |       |

### Corte de Bateria
| Período       | Rainha de Bateria | Princesa de Bateria | Ref.   |
| ------------- | ----------------- | ------------------- | ------ |
| 2017          | Catiane Monsores  | Roberta Freitas     | [ 10 ] |
| 2018          | Catiane Monsores  | Evelin Souza        | [ 10 ] |
| 2019          | Catiane Monsores  | -                   |        |
| 2020-2024     | Dani Sanť Anna    | Nycolli Castro      | [ 7 ]  |
| 2026-presente | Roberta Freitas   | -                   |        |

## Carnavais
| Ano | Colocação | Grupo | Enredo | Carnavalesco | Ref.         |
| --- | --- | --- | --- | --- | ------------ |
| 2017 | 4.º Lugar | Série E (sexta divisão)                                                                                               | No jardim das quatro luas, reluz o machado de Xangô (Samba-enredo composto por Richard Valença, Tem-tem Jr, Serginho Castro e Júlio Silva) | Tom Santos | [ 2 ] [ 1 ]  |
| 2018 | 3.° Lugar | Série D (quinta divisão)                                                                                              | Etnia Terena, a Tribo que o Corações Unidos se Encantou e Hoje Vem Contar Sua Trajetória e Seus Progressos | Fábio Carneiro | [ 4 ]        |
| 2019 | 3.º Lugar | Série C (quarta divisão)                                                                                              | De Sol a Sol Vou Levando Meu Sertão | Ismael Costa e André Araújo                                                                                           | [ 11 ]       |
| 2020 | 20.º Lugar (Rebaixada)                                                                                                | Especial da Intendente (terceira divisão)                                                                             | Da Mãe África aos Filhos do Brasil, a Força Ancestral que Atravessa Gerações Compositores: Richard Valença, Renan Diniz, JP Monteiro, Jefferson Oliveira, Thiago Vaz, Thiago Bahiano, Fernando Professor, Doutor Marcio, Celso do Tamanco, Kevin Sardou | Ismael Costa e André Araújo                                                                                           | [ 12 ] [ 7 ] |
| Inicialmente adiados para o mês de julho, os desfiles do Carnaval 2021 foram cancelados devido a pandemia de Covid-19 | Inicialmente adiados para o mês de julho, os desfiles do Carnaval 2021 foram cancelados devido a pandemia de Covid-19 | Inicialmente adiados para o mês de julho, os desfiles do Carnaval 2021 foram cancelados devido a pandemia de Covid-19 | Inicialmente adiados para o mês de julho, os desfiles do Carnaval 2021 foram cancelados devido a pandemia de Covid-19 | Inicialmente adiados para o mês de julho, os desfiles do Carnaval 2021 foram cancelados devido a pandemia de Covid-19 | [ 13 ]       |
| 2022 | 9.º Lugar | Série Bronze (quarta divisão)                                                                                         | Entre lendas, culturas e mistérios, Jardim Bangu deságua num rio-mar de amor | Marcello Portella | [ 14 ]       |
| 2023 | 4.º Lugar | Série Bronze (Terça-feira) (quarta divisão)                                                                           | Dandara - O Preço da Liberdade Compositores: Leozinho Nunes, Fabão, James Bernardes, Gigi da Estiva e Pedro Otávio | Luana Rios | [ 15 ]       |
| 2024 | 9.º Lugar | Série Bronze (Sábado) (quarta divisão)                                                                                | Flores - Um Culto aos Deuses Compositores: Celso do Tamanco, Rennan Valença, Denis Medeiros, Rafael Vieira, Marquinhos Beija-Flor, João Vidal, Ralfe do Nascimento e Pedro Martins                                                                      | Paulo 10 | [ 16 ]       |
| A partir de 2025, passou a desfilar como Leão de Quintino.                                                            | A partir de 2025, passou a desfilar como Leão de Quintino.                                                            | A partir de 2025, passou a desfilar como Leão de Quintino.                                                            | A partir de 2025, passou a desfilar como Leão de Quintino. | A partir de 2025, passou a desfilar como Leão de Quintino.                                                            | [ 17 ]       |
| 2025 | 7.º Lugar | Série Bronze (Sexta-feira) (quarta divisão)                                                                           | Caminhos do Bem: Tião Casemiro | Giovani Leal |              |